# Syrmaticus ellioti

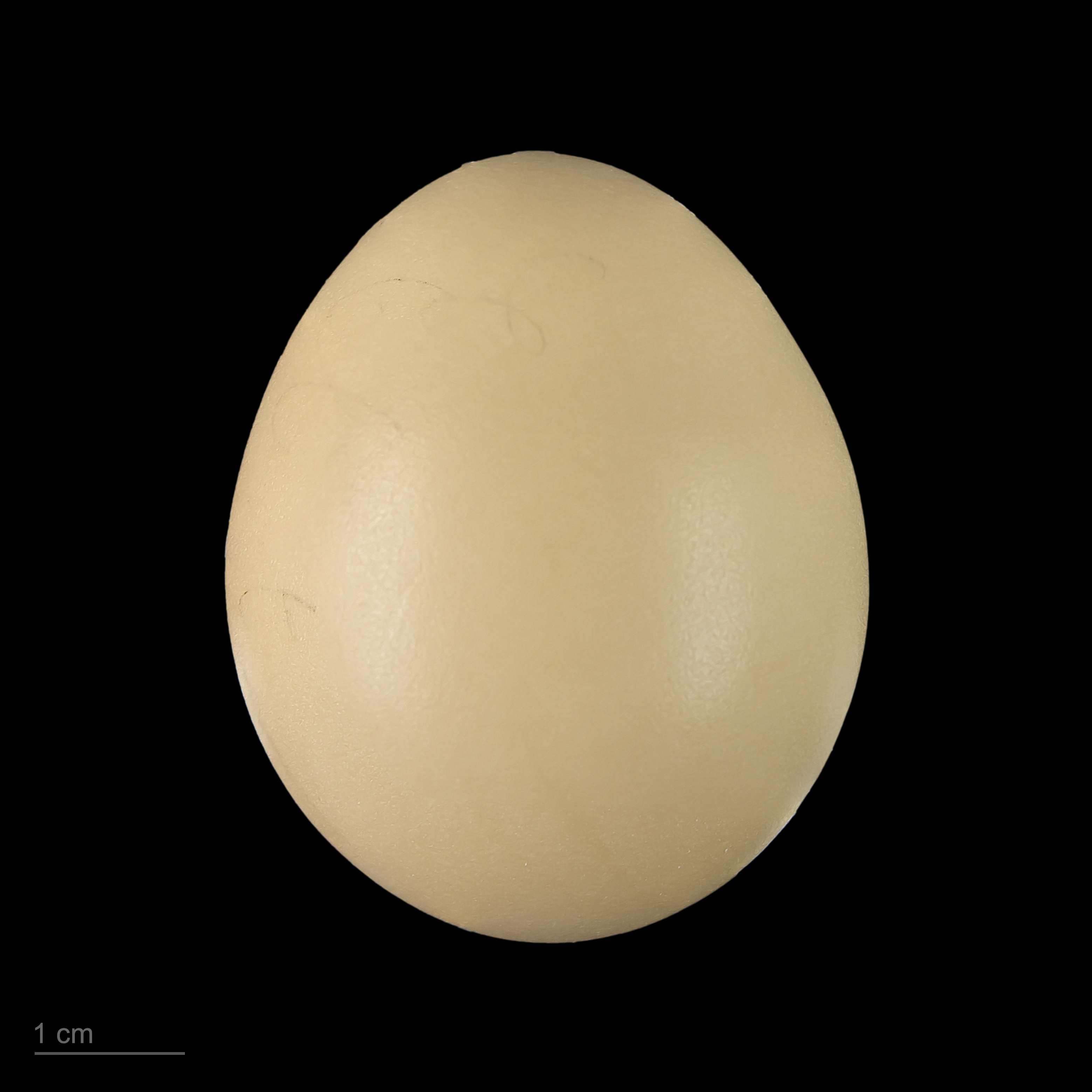
Syrmaticus ellioti

Il fagiano di Elliot (Syrmaticus ellioti (Swinhoe, 1872)) è un uccello della famiglia dei Fasianidi. Il suo nome commemora lo zoologo americano Daniel Giraud Elliot (1835-1915).

## Descrizione

### Dimensioni
Il maschio misura circa 80 cm di lunghezza (di cui 39-47 costituiti dalla sola coda) per 1044-1317 g di peso; la femmina circa 50 cm (di cui 17-19,5 di coda) per 726-1090 g.

### Aspetto
Il maschio ha un cappuccio marrone castano, sopraccigli screziati di grigio chiaro e guance e regioni auricolari bruno-grigiastre. Il becco è giallo-corno. I lati del collo presentano una tinta grigio-biancastra che si congiunge con quella grigio scura della nuca. Il mento e la gola sono neri, mentre la mantellina e la parte alta del petto sono di un castano-rosso splendente, con ogni piuma terminante con una banda terminale nera ed una frangia rosso ramato dai riflessi metallici. Le scapolari sono striate di bianco; le ali sono di colore castano-rosso con un'ampia banda blu-acciaio sui bordi esterni. Le secondarie e le terziarie sono castane con una banda terminale nera, mentre le primarie sono marrone scuro. La parte bassa del dorso ed il groppone sono neri con delle squame bianche. La coda presenta un'alternanza di bande grigio chiare e castano-rosse separate da linee irregolari nere. La parte bassa del petto, l'addome e la regione anale sono bianchi; i fianchi sono castani con larghe bande bianche. La parte inferiore della coda è bianca e castana. Le cosce sono marrone castano striato di bianco, le zampe grigie. La femmina non è molto diversa dal maschio, ma mentre quest'ultimo è generalmente castano-rosso, essa presenta una predominante marrone con un'ampia gamma di tonalità: petto e mantellina bruno-rossi, scapolari bruno-fulvo con macchie cenerine, parte bassa del dorso e groppone bruno-rossi finemente vermicolati di nero. La parte inferiore della coda è castano-marrone con larghe macchie bianche e bordi neri. Tuttavia la colorazione di mento e gola, parte bassa del petto e addome è identica a quella del maschio.

## Biologia
La popolazione del fagiano di Elliot viene stimata attualmente tra le 10.000 e le 50.000 unità. Esso è considerato molto comune nel sud-est della Cina, ma il suo rapido declino è inevitabile, tenuto conto del fatto che il suo habitat è facilmente accessibile a causa della bassa altitudine e della prossimità a zone urbane densamente popolate. Sono due i pericoli principali che ne minacciano la sopravvivenza: in primo luogo la deforestazione attuale e la perdita di habitat ad essa conseguente e, infine, la caccia a scopo alimentare, che penalizza notevolmente la specie.

### Alimentazione
Questa specie è onnivora e si nutre principalmente di alimenti di origine vegetale, specialmente frutti, semi, foglie, gemme, radici, steli e gambi. Mangia allo stesso modo anche alcuni tipi di cereali, come il mais, e di legumi, come i piselli. Completa la dieta con insetti, larve e uova. La dieta è molto diversificata e varia a seconda della disponibilità delle risorse e delle stagioni. In autunno, mangia soprattutto felci e cereali; in inverno, mais, gemme e rizomi; in primavera, frutti, semi, insetti e talvolta uova appartenenti ad altre specie.

### Riproduzione
Il maschio è poligamo. In linea di massima, ogni maschio si accoppia con due o tre femmine e non partecipa né alla costruzione del nido né all'incubazione. Allo stesso modo, non prende parte all'educazione dei giovani. Il periodo di nidificazione ha luogo tra metà marzo e fine maggio. La covata è costituita da 4 a 12 uova, generalmente tra 5 e 8, di colore bianco rosato. L'incubazione viene stimata a circa 25 giorni.

## Distribuzione ed habitat
Il fagiano di Elliot frequenta una vasta gamma di habitat nella zona subtropicale delle montagne del sud-est della Cina. La sua area di distribuzione si situa generalmente in zone di bassa e media altitudine tra 200 e 1900 metri. Gli habitat principali sono costituiti da foreste fitte di alberi sempreverdi, foreste miste, foreste di conifere o di bambù e foreste di latifoglie, nonché da boscaglie. Per quanto riguarda la nidificazione, predilige nettamente le zone dove la copertura arborea supera il 90%.